# Custódia
Custódia là một đô thị thuộc bang Pernambuco, Brasil. Đô thị này có diện tích 1484,6 km², dân số năm 2007 là 31604 người, mật độ 21,29 người/km².